# Gregor Geller
Gregor Geller (* 8. Juli 1903 in Neuss; † 28. August 1988) war ein deutscher Richter.

## Werdegang
Geller studierte Rechtswissenschaften an den Universitäten Köln und Berlin, legte 1924 in Köln die erste, 1929 in Berlin die zweite juristische Staatsprüfung ab. 1929 kam er als Gerichtsassessor an das Landgericht Krefeld und wurde später zum Landgerichtsrat ernannt. 1948 ging er als Richter unter Ernennung zum Oberlandesgerichtsrat an das OLG Düsseldorf und war von 1948 bis 1951 Präsident eines Senats.
Von 1951 bis 1955 war er Ministerialdirigent im Justizministerium des Landes Nordrhein-Westfalen, dann von 1955 bis 1960 Ministerialdirektor im Bundesministerium für Arbeit und Sozialordnung. Gleichzeitig war er Mitglied des Sozialkomitees des Europarats, des Sozialkomitees der Westeuropäischen Union und Vertreter im Verwaltungsrat der Internationalen Arbeitsorganisation (ILO). 
Vom 4. August 1960 bis zum 31. August 1963 war Geller Abteilungsleiter beim Zwischenstaatlichen Komitee für Europäische Auswanderung (ICEM) in Genf.
Nach Wahl auf eine Dauer von acht Jahren durch den Bundesrat war er vom 1. September 1963 bis zum 8. Dezember 1971 als Nachfolger von Ernst Friesenhahn Mitglied des Zweiten Senats des Bundesverfassungsgerichts. Sein Nachfolger wurde der Richter Joachim Rottmann.
Er ist Begründer eines Kommentars zur Verfassung für das Land Nordrhein-Westfalen.

## Ehrungen
- 1968: Großes Verdienstkreuz mit Stern und Schulterband der Bundesrepublik Deutschland